# SV Voerendaal
SV Voerendaal is een schaakvereniging in Voerendaal. SV Voerendaal is aangesloten bij de Koninklijke Nederlandse Schaakbond en de Limburgse Schaakbond (LiSB).

## Externe Competitie
SV Voerendaal speelt in de Meesterklasse en zij werden landskampioen in 2012. SV Voerendaal is met zes teams actief in de KNSB zaterdagcompetitie.
SV Voerendaal heeft vanaf het seizoen 2018/2019 samen met DJC Stein een samenwerkingsverband gevormd onder de naam 'Zuid-Limburg'. De kopman van Zuid-Limburg is de Duitse grootmeester Daniel Hausrath.

## Diverse Toernooien
- het Limburg Grand Prix
- de Euregio Cup/League
- het SamSam toernooi